# 上戈加滕巴赫河
51°06′08″N 7°30′06″E / 51.102291°N 7.501564°E
上戈加滕巴赫河（德語：Obergogartener Bach），是德國的河流，位於該國西部，處於北萊茵-威斯特法倫州，屬於伍珀河的左支流，河道全長1.7公里，流域面積1.7平方公里，發源自馬林海德以南。